# Estação Ferroviária de Fronteira
A Estação Ferroviária de Fronteira é uma interface encerrada do Ramal de Portalegre, que servia a localidade de Fronteira, no distrito de Portalegre, em Portugal. Foi inaugurada em 20 de Janeiro de 1937.

## História

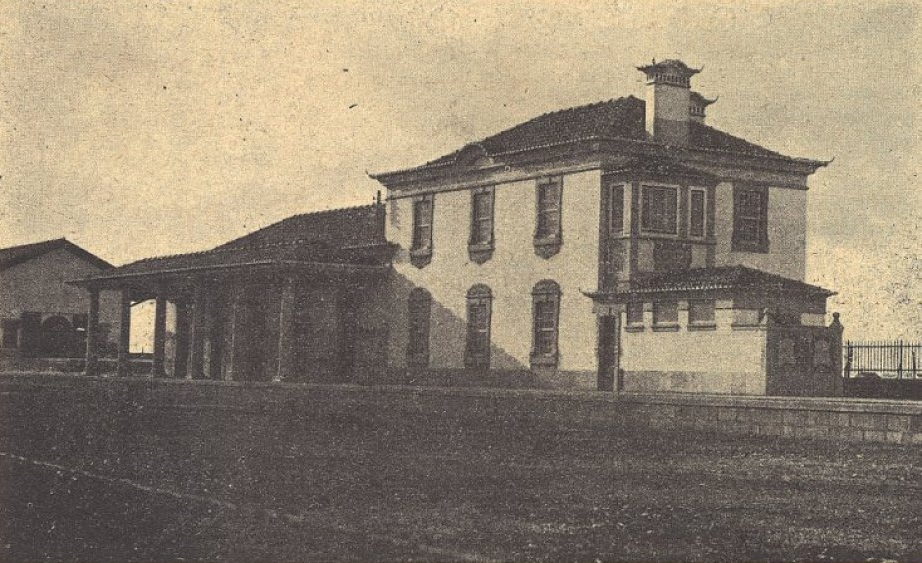
Estação de Fronteira, durante as obras de construção.

### Planeamento
Em 4 de Agosto de 1877, uma comissão da Associação dos Engenheiros Civis Portugueses apresentou um relatório sobre os vários estudos que tinha realizado sobre a rede nacional de caminhos de ferro, tendo proposto a construção de uma linha de Estremoz a Chança, passando por Sousel e Fronteira. Alguns anos depois, quando estavam a ser feitos os trabalhos de investigação para a elaboração do Plano da Rede ao Sul do Tejo, foi sugerida a construção de uma linha entre Estremoz e Portalegre, com passagem por Sousel, Cano, Fronteira e Cabeço de Vide. No entanto, esta linha não foi originalmente incluída no Plano da Rede, decretado em 27 de Novembro de 1902, tendo sido incluída apenas por uma adição póstuma ao plano em 7 de Maio de 1903, utilizando bitola estreita, e com um traçado modificado, mas mantendo a passagem por Fronteira.
Em 23 de Setembro de 1903, foi realizado o concurso para a Linha de Portalegre, mas este empreendimento foi cancelado após o concessionário ter encontrado diversas complicações de ordem financeira e política. Desta forma, a construção e exploração da linha transitou para a responsabilidade do Estado.

### Construção
Em Janeiro de 1932, a linha já estava quase construída até Fronteira, e em Fevereiro de 1933, já estava concluída a estação. Foi construída no sistema de empreitada, usando tanto quanto possível a mão-de-obra e materiais locais, de forma a reduzir as despesas, tendo o seu custo sido de cerca de 500 mil Escudos, fornecidos pelo Fundo Especial de Caminhos de Ferro. Foi edificada pela Divisão de Construção da Direcção Geral de Caminhos de Ferro, sob a orientação do engenheiro Rodrigo Severiano Monteiro.

### Abertura do troço até Cabeço de Vide
O lanço seguinte da linha, entre Sousel e Cabeço de Vide, abriu à exploração em 20 de Janeiro de 1937.

### Encerramento
O lanço entre Estremoz e Portalegre foi encerrado pela operadora Caminhos de Ferro Portugueses em 2 de Janeiro de 1990.

## Descrição

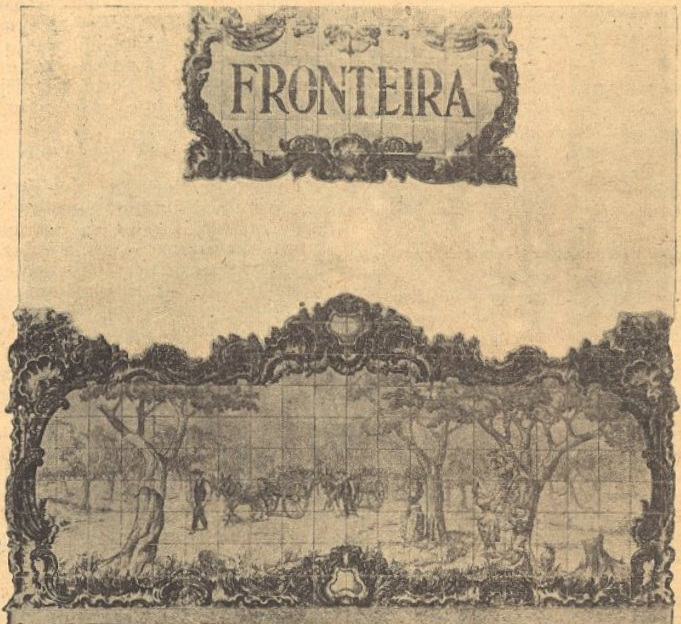
Painel de azulejos na estação.

O complexo da estação foi construído junto à localidade, com um acesso rodoviário à estrada municipal para a aldeia de Santo Amaro. Era composto originalmente por um edifício de passageiros, habitações para os funcionários, e várias instalações de serviço, como um reservatório de água, e um cinzeiro para a limpeza das locomotivas. Contava com cinco vias, incluindo uma de manobras e outra de mercadorias.

### Edifício da estação
O edifício era constituído por dois corpos interligados, um em imitação do estilo de casa portuguesa dos Séculos XVII e XVIII, que servia de estação, e outro com dois pisos que servia de habitação ao pessoal graduado. Ambos foram decorados com painéis de azulejos nas paredes exteriores da rua e da gare, representando cenas agrícolas do Alentejo. No interior da estação, encontrava-se um vestíbulo e uma sala de espera, ambas com paredes caiadas e adornadas com lambris de azulejos em emulação dos Séculos XVII e XVIII, em conformidade com a arquitectura do edifício. Vindo do lado da rua, a bilheteira estava do lado esquerdo do vestíbulo, junto ao balcão para despachar as bagagens, com um acesso rápido à gare por uma porta própria. À direita do vestíbulo, encontrava-se a sala de espera, com um tecto em madeira em imitação de castanho, completando a simulação das salas portuguesas daquelas épocas. Ainda dentro do edifício da estação, encontrava-se um espaço para guardar bagagens, um gabinete para o chefe da estação e outro para as comunicações telefónicas, e a bilheteira com um guichet para o vestíbulo. O gabinete do chefe de estação tinha uma porta directa para o corpo onde se encontravam as habitações, para mais depressa se apresentar em caso de necessidade. Este edifício era composto por quatro compartimentos, uma cozinha e uma retrete, com um quarto no rés-do-chão para o chefe de estação e outro para albergar funcionários graduados dos caminhos de ferro que prestassem serviço eventual na estação. O piso superior era destinado aos dois factores da estação e às suas famílias. Anexas a este edifício, estavam as instalações sanitárias para os passageiros, sendo fornecidas por água a pressão pelo reservatório para as locomotivas, construído em cimento armado. A gare em frente do edifício da estação estava coberta por um alpendre, suportado por colunas em granito.

### Instalações de mercadorias e acessórias
Ligado à gare de passageiros, foi construído um cais descoberto para mercadorias com um armazém, tendo sido planeado de forma a permitir o acesso de vagões por um lado, e de veículos automóveis pelo outro. O pátio de mercadorias foi construído de forma a facilitar as manobras dos camiões para se alinharem ao cais. Devido à previsão de um grande movimento de gados pela estação, foram instalados um curral e uma curraleta, para facilitarem as operações de embarque e desembarque dos animais.
A estação contava igualmente com um conjunto de seis moradias para outros trabalhadores, paralelas à estrada de acesso. Estes edifícios foram construídos no estilo típico alentejano, com paredes brancas, janelas pintadas de azul e beirados tradicionais. Junto às casas, foram reservados talhões de terreno, para os funcionários fazerem as suas plantações.